# Morti il 20 gennaio
| Questa pagina contiene informazioni ricavate automaticamente dalle voci biografiche con l'ausilio del template Bio e di un bot. L'aggiornamento è periodico e automatico e ricostruisce completamente la pagina. Se manca una persona in questa lista, sei pregato di non aggiungerla, ma accertati piuttosto che la sua voce biografica contenga il template Bio e che i dati anagrafici siano correttamente compilati. Se il template Bio manca, inseriscilo tu stesso o, in alternativa, metti l'avviso {{tmp\|Bio}} che ne segnala la mancanza. Se i dati riportati sono sbagliati, correggi direttamente la voce biografica; le modifiche saranno visibili in questa lista entro pochi giorni. Per chiarimenti vedi il progetto biografie. La lista contiene solo le 549 persone che sono citate nell'enciclopedia e per le quali è stato implementato correttamente il template Bio. Pagina aggiornata al 17 ago 2025. |

## III secolo(2)
- 250 - Papa Fabiano, papa, vescovo e santo romano
- 288 - San Sebastiano, militare romano (n. 256)

## V secolo(1)
- 473 - Eutimio il Grande, abate e santo bizantino (n. 377)

## VII secolo(2)
- 632 - Jinpyeong di Silla, re coreano
- 640 - Eadbald del Kent, sovrano anglosassone

## IX secolo(1)
- 882 - Ludovico III il Giovane, re franco

## XI secolo(1)
- 1029 - Heonae di Goryeo, regina coreana (n. 964)

## XII secolo(6)
- 1107 - Benedetto Ricasoli, religioso italiano
- 1146 - Marica Vladimirovna, principessa russa
- 1156 - Enrico di Uppsala, vescovo cattolico e santo britannico
- 1171 - Gleb Jur'evič, nobile russo
- 1191 - Federico VI di Svevia, nobile tedesco (n. 1167)
- 1191 - Tebaldo V di Blois, conte

## XIII secolo(3)
- 1256 - Renaud de Vichiers, cavaliere medievale francese
- 1270 - Eusebio di Esztergom, presbitero e religioso ungherese
- 1291 - Englesio Caballazio, vescovo cattolico italiano

## XIV secolo(1)
- 1375 - Giacomo IV di Maiorca, sovrano spagnolo (n. 1336)

## XV secolo(4)
- 1408 - Giuseppe Abbanasia, medico italiano
- 1479 - Giovanni II d'Aragona, sovrano (n. 1398)
- 1483 - Girolama Borgia, nobildonna romana (n. 1469)
- 1485 - Eustochia Calafato, monaca cristiana e badessa italiana (n. 1434)

## XVI secolo(12)
- 1511 - Oliviero Carafa, cardinale, condottiero e giurista italiano (n. 1430)
- 1513 - Elena di Mosca, principessa russa (n. 1476)
- 1515 - Ettore Fieramosca, condottiero italiano (n. 1476)
- 1516 - Juan Díaz de Solís, esploratore spagnolo (n. 1470)
- 1536 - Renzo degli Anguillara, generale italiano
- 1537 - Andrea Matteo Palmieri, cardinale e arcivescovo cattolico italiano (n. 1493)
- 1550 - Gevhermüluk Sultan, principessa ottomana (n. 1467)
- 1569 - Myles Coverdale, religioso inglese
- 1583 - Antonia di Borbone-Vendôme, nobildonna (n. 1494)
- 1587 - Chōsokabe Nobuchika, militare giapponese (n. 1565)
- 1590 - Giovanni Battista Benedetti, matematico italiano (n. 1530)
- 1596 - Ferrante Caracciolo, I duca di Airola, nobile e militare italiano

## XVII secolo(19)
- 1606 - Francisco de Ávila y Guzmán, cardinale spagnolo (n. 1548)
- 1606 - Alessandro Valignano, gesuita, scrittore e missionario italiano (n. 1539)
- 1612 - Rodolfo II d'Asburgo, imperatore (n. 1552)
- 1613 - Ercole Abbati, pittore italiano (n. 1573)
- 1618 - Petrus Gonsalvus, nobile spagnolo (n. 1537)
- 1619 - Eleonora di Borbone-Condé, principessa francese (n. 1587)
- 1620 - Giovanni Battista Sacchetti, banchiere e mercante italiano (n. 1540)
- 1631 - Jacob Matham, incisore e disegnatore olandese (n. 1571)
- 1633 - Elizabeth Stanley, nobildonna e scrittrice inglese (n. 1588)
- 1639 - Mustafa I, sultano ottomano (n. 1600)
- 1644 - Stefano Amadei, pittore italiano (n. 1589)
- 1648 - Maddalena Caterina del Palatinato-Zweibrücken, nobile tedesca (n. 1607)
- 1654 - Elisabeth Sophia Gyldenløve, nobile danese (n. 1633)
- 1659 - Marcantonio V Colonna, nobile italiano (n. 1609)
- 1665 - Famiano Michelini, matematico e scienziato italiano (n. 1604)
- 1666 - Anna d'Asburgo, sovrana (n. 1601)
- 1676 - Simone Mastacchi, fantino italiano (n. 1631)
- 1690 - Abraham Bloteling, incisore, disegnatore e editore olandese (n. 1640)
- 1698 - Giannicolò Conti, cardinale e vescovo cattolico italiano (n. 1617)

## XVIII secolo(41)
- 1707 - Leopold Karl von Kollonitsch, arcivescovo cattolico e cardinale tedesco (n. 1631)
- 1709 - François d'Aix de La Chaise, gesuita francese (n. 1624)
- 1713 - Pavao Ritter Vitezović, scrittore, storico e poeta croato (n. 1652)
- 1720 - Giovanni Maria Lancisi, medico italiano (n. 1654)
- 1720 - Angelo Paoli, religioso italiano (n. 1642)
- 1722 - Charles Montagu, I duca di Manchester, politico inglese (n. 1656)
- 1728 - Guérin d'Estriché, attore teatrale francese (n. 1636)
- 1729 - Thomas Edlinger II, liutaio tedesco (n. 1662)
- 1729 - Raimondo Rubí, vescovo cattolico spagnolo (n. 1665)
- 1731 - Antonio I di Monaco, principe (n. 1661)
- 1731 - Giovanni Carlo Bonlini, letterato italiano (n. 1673)
- 1731 - Antonio Farnese, nobile italiano (n. 1679)
- 1732 - Giuseppe Bolagnos, nobile, diplomatico e politico spagnolo (n. 1668)
- 1734 - Gavriil Ivanovič Golovkin, politico russo (n. 1660)
- 1740 - Niccolò Comneno Papadopoli, storico, giurista e teologo italiano (n. 1655)
- 1744 - Richard Jones, compositore inglese
- 1745 - Carlo VII di Baviera, sovrano (n. 1697)
- 1751 - John Hervey, I conte di Bristol, politico inglese (n. 1665)
- 1753 - Anna Maria del Liechtenstein, principessa austriaca (n. 1699)
- 1753 - Enrichetta Cristina di Brunswick-Wolfenbüttel, duchessa (n. 1669)
- 1754 - Cristiano Augusto I di Schleswig-Holstein-Sonderburg-Augustenburg, militare danese (n. 1696)
- 1757 - Charles René Billuart, teologo francese (n. 1685)
- 1757 - Anton Francesco Gori, italiano (n. 1691)
- 1758 - Francesco Eboli, duca di Castropignano, nobile e militare italiano (n. 1693)
- 1760 - John Colson, matematico e presbitero inglese (n. 1680)
- 1767 - Thomas Salmon, storico e geografo britannico (n. 1679)
- 1767 - Étienne de Silhouette, politico e funzionario francese (n. 1709)
- 1769 - Federico Cristiano di Brandeburgo-Bayreuth, nobile tedesco (n. 1708)
- 1770 - Charles Yorke, politico inglese (n. 1722)
- 1774 - Florian Leopold Gassmann, compositore austriaco (n. 1729)
- 1779 - David Garrick, attore teatrale e drammaturgo inglese (n. 1717)
- 1789 - Jeremiah Meyer, pittore e miniaturista tedesco (n. 1735)
- 1790 - John Howard, filantropo britannico (n. 1726)
- 1793 - Anton Joseph von Brentano-Cimaroli, generale italiano (n. 1741)
- 1793 - Louis-Michel le Peletier de Saint-Fargeau, politico e rivoluzionario francese (n. 1760)
- 1793 - Bartolomeo di Panigai, gesuita, matematico e geografo italiano (n. 1720)
- 1794 - François Clary, mercante francese (n. 1725)
- 1798 - Christian Cannabich, compositore e direttore d'orchestra tedesco (n. 1731)
- 1798 - Maria Kristina Kiellström, svedese (n. 1744)
- 1799 - Orazio Claudio Capra, architetto italiano (n. 1723)
- 1800 - Thomas Mifflin, politico statunitense (n. 1744)

## XIX secolo(68)
- 1813 - Christoph Martin Wieland, scrittore, poeta e editore tedesco (n. 1733)
- 1814 - Jean-François-Pierre Peyron, pittore francese (n. 1744)
- 1816 - Carolina Luisa di Sassonia-Weimar-Eisenach, principessa tedesca (n. 1786)
- 1818 - Agostino Lippi, fantino italiano (n. 1764)
- 1819 - Carlo IV di Spagna, sovrano spagnolo (n. 1748)
- 1819 - Johann Michael Hahn, teosofo tedesco (n. 1758)
- 1819 - Maria-Thaddeus von Trauttmansdorf Wiensberg, cardinale e arcivescovo cattolico austriaco (n. 1761)
- 1820 - Federico V d'Assia-Homburg, sovrano (n. 1748)
- 1823 - Carlo Bossi, poeta e politico italiano (n. 1758)
- 1825 - Tommaso Napoli, storico italiano (n. 1743)
- 1826 - Stanisław Staszic, presbitero, filosofo e scrittore polacco (n. 1755)
- 1831 - Christian Friedrich von Glück, giurista tedesco (n. 1755)
- 1831 - Alexander Molinari, pittore tedesco (n. 1772)
- 1833 - Gertrud Elisabeth Mara, soprano tedesco (n. 1749)
- 1834 - Ferdinando Federico Augusto di Württemberg, militare (n. 1763)
- 1835 - Benoit Tranquille Berbiguier, flautista e compositore francese (n. 1782)
- 1835 - Robert Sweet, botanico e ornitologo britannico (n. 1783)
- 1837 - Adam Afzelius, botanico e zoologo svedese (n. 1750)
- 1837 - John Soane, architetto inglese (n. 1753)
- 1841 - Jørgen Jørgensen, avventuriero, agente segreto e scrittore danese (n. 1780)
- 1841 - Minh Mạng, imperatore vietnamita (n. 1791)
- 1844 - Giuseppe Maria Gabriele Galateri di Genola, militare italiano (n. 1761)
- 1848 - Cristiano VIII di Danimarca, re (n. 1786)
- 1850 - Lorenzo Bartolini, scultore italiano (n. 1777)
- 1850 - Adam Gottlob Oehlenschläger, poeta e drammaturgo danese (n. 1779)
- 1851 - Samuel Ward King, politico statunitense (n. 1786)
- 1853 - Melchior Ferdinand Joseph von Diepenbrock, cardinale e vescovo cattolico tedesco (n. 1798)
- 1855 - Maria Adelaide d'Asburgo-Lorena, regina (n. 1822)
- 1857 - John Manners, V duca di Rutland, politico britannico (n. 1778)
- 1859 - Bettina Brentano von Arnim, scrittrice tedesca (n. 1785)
- 1859 - Vincenzo Carmignani, naturalista, medico e botanico italiano (n. 1779)
- 1859 - Stefano Scerra, arcivescovo cattolico italiano (n. 1775)
- 1861 - Luigi Minichini, patriota e presbitero italiano (n. 1783)
- 1864 - Giovanni Plana, matematico, astronomo e geodeta italiano (n. 1781)
- 1865 - Giovanni Marghinotti, pittore italiano (n. 1798)
- 1865 - Frances Vane-Tempest, nobildonna britannica (n. 1800)
- 1868 - Ernst Boll, naturalista, storico e geologo tedesco (n. 1817)
- 1869 - Karl Wilhelm Göttling, filologo classico tedesco (n. 1793)
- 1870 - George Seymour, ammiraglio britannico (n. 1787)
- 1872 - Raffaele Sacco, poeta e scrittore italiano (n. 1787)
- 1873 - Basile Moreau, presbitero francese (n. 1799)
- 1874 - Michail Viktorovič Kočubej, ufficiale russo (n. 1816)
- 1875 - Jean-François Millet, pittore francese (n. 1814)
- 1877 - Augusto de Gori Pannillini, imprenditore e politico italiano (n. 1820)
- 1882 - Pasquale Adinolfi, presbitero e archeologo italiano (n. 1816)
- 1882 - John Linnell, pittore britannico (n. 1792)
- 1885 - Giuseppe Campi Bazan, politico e prefetto italiano (n. 1817)
- 1885 - Udo von Tresckow, generale prussiano (n. 1808)
- 1886 - Matilde Sofia di Oettingen-Oettingen e Oettingen-Spielberg, nobile tedesca (n. 1816)
- 1886 - Nicola di Oldenburg, duca (n. 1840)
- 1888 - Achille Majeroni, attore teatrale italiano (n. 1824)
- 1888 - Giuseppe Maria Maragioglio, vescovo cattolico italiano (n. 1811)
- 1889 - Baldassarre Paoli, magistrato, giurista e politico italiano (n. 1811)
- 1890 - Franz Lachner, compositore e direttore d'orchestra tedesco (n. 1803)
- 1890 - Giacinto Oliverio, politico italiano (n. 1831)
- 1891 - Kalākaua delle Hawaii, re (n. 1836)
- 1892 - Orazio Dogliotti, generale e scrittore italiano (n. 1832)
- 1894 - Émile Mellinet, generale e politico francese (n. 1798)
- 1894 - Paolo Salviati, fotografo italiano (n. 1818)
- 1894 - Leopold von Schrenck, zoologo, geografo e etnografo russo (n. 1826)
- 1896 - Vincenzo Coconito di Montiglio, generale italiano (n. 1829)
- 1896 - Guillaume-René Meignan, cardinale e arcivescovo cattolico francese (n. 1817)
- 1896 - Enrico di Battenberg, nobile britannico (n. 1858)
- 1897 - Luigi Binard, politico italiano (n. 1827)
- 1897 - Aleksandr Prussak, medico russo (n. 1832)
- 1898 - Costantino Luppi, numismatico italiano (n. 1828)
- 1900 - Richard Doddridge Blackmore, scrittore inglese (n. 1825)
- 1900 - John Ruskin, scrittore, pittore e poeta britannico (n. 1819)

## XX secolo(258)
- 1901 - Zénobe-Théophile Gramme, fisico e inventore belga (n. 1826)
- 1901 - Nicola Mameli, patriota e politico italiano (n. 1838)
- 1902 - Cesare Paoli, archivista, paleografo e diplomatista italiano (n. 1840)
- 1902 - Camilla Urso, violinista e docente francese (n. 1840)
- 1903 - Berardo Costantini, politico e medico italiano (n. 1830)
- 1904 - Ferdinand Mannlicher, inventore austriaco (n. 1848)
- 1905 - Gyula Szapáry, politico ungherese (n. 1832)
- 1906 - Maria Cristina Brando, religiosa italiana (n. 1856)
- 1906 - Marcelo Spínola y Maestre, cardinale e arcivescovo cattolico spagnolo (n. 1835)
- 1907 - Agnes Mary Clerke, astronoma e scrittrice irlandese (n. 1842)
- 1907 - Stanislao Pointeau, pittore francese (n. 1833)
- 1908 - Milovan Glišić, scrittore e drammaturgo serbo (n. 1847)
- 1908 - Heinrich Hübschmann, filologo e orientalista tedesco (n. 1848)
- 1908 - Hugó Meltzl, storico della letteratura ungherese (n. 1846)
- 1909 - Zulma Bouffar, attrice e cantante francese (n. 1841)
- 1911 - William Ker, calciatore scozzese (n. 1852)
- 1912 - Charles Howard, X conte di Carlisle, nobile, militare e politico britannico (n. 1867)
- 1913 - Ferdinando Delor, giornalista e scrittore italiano (n. 1838)
- 1913 - José Guadalupe Posada, incisore messicano (n. 1851)
- 1913 - Karl Wittgenstein, imprenditore e mecenate austriaco (n. 1847)
- 1914 - Federico Fabiani, scultore italiano (n. 1835)
- 1914 - Deva Shamsher Jang Bahadur Rana, politico nepalese (n. 1862)
- 1914 - Harry Rosenbusch, geologo e mineralogista tedesco (n. 1836)
- 1915 - Arthur Guinness, I barone Ardilaun, imprenditore, politico e filantropo irlandese (n. 1840)
- 1916 - Alessandro Centurini, politico italiano (n. 1830)
- 1917 - Giacinto Cibrario, avvocato e politico italiano (n. 1843)
- 1917 - Avshalom Feinberg, agente segreto ottomano (n. 1889)
- 1917 - Luigi Grazioli, calciatore italiano (n. 1889)
- 1917 - John Stewart-Murray, VII duca di Atholl, nobile scozzese (n. 1840)
- 1918 - Beauchamp Duff, generale britannico (n. 1855)
- 1920 - Marija Grigor'evna Stroganova, nobildonna russa (n. 1857)
- 1921 - Živojin Mišić, generale serbo (n. 1855)
- 1921 - Mary Louisa Molesworth, scrittrice inglese (n. 1839)
- 1921 - Mary Watson Whitney, astronoma statunitense (n. 1847)
- 1923 - Fred Hearn, attore statunitense (n. 1871)
- 1924 - Luigi Boschi, vescovo cattolico italiano (n. 1853)
- 1926 - Charles Montagu Doughty, poeta, scrittore e viaggiatore inglese (n. 1843)
- 1927 - Arthur Annesley, XI visconte Valentia, politico e ufficiale irlandese (n. 1843)
- 1927 - Gennaro Carissimo, magistrato, imprenditore e politico italiano (n. 1846)
- 1927 - Domenico Comparetti, filologo classico, papirologo e epigrafista italiano (n. 1835)
- 1927 - Milena Mrazović, giornalista, scrittrice e compositrice austro-ungarica (n. 1863)
- 1928 - Edmond Slade, ammiraglio inglese (n. 1859)
- 1928 - John de Robeck, ammiraglio britannico (n. 1862)
- 1929 - Maria Beccadelli di Bologna, nobile italiana (n. 1848)
- 1931 - Adeline Chapman, attivista inglese (n. 1847)
- 1932 - Franz Ries, violinista e compositore tedesco (n. 1846)
- 1933 - Douglas Dawson, generale britannico (n. 1854)
- 1934 - Giulio Ceretti, ingegnere e imprenditore italiano (n. 1868)
- 1934 - Miquel Utrillo, ingegnere, pittore e decoratore spagnolo (n. 1862)
- 1936 - Giorgio V del Regno Unito, re britannico (n. 1865)
- 1936 - Adolf Just, medico tedesco (n. 1859)
- 1936 - Jarl Öhman, calciatore finlandese (n. 1891)
- 1936 - Gastone Pisoni, militare e aviatore italiano (n. 1906)
- 1937 - Richard Benno Adam, pittore tedesco (n. 1873)
- 1937 - Giovanni De Alessandri, militare italiano (n. 1895)
- 1938 - Renato Andreani, militare e aviatore italiano (n. 1915)
- 1938 - Émile Cohl, animatore, regista e sceneggiatore francese (n. 1857)
- 1938 - John Kunkel Small, botanico statunitense (n. 1869)
- 1938 - Nikolaj Sergeevič Žiljaev, docente e musicologo russo (n. 1881)
- 1939 - Lilli Beck, attrice cinematografica e attrice teatrale danese (n. 1885)
- 1939 - Letterio Cannistraci, militare e aviatore italiano (n. 1900)
- 1939 - Ernesta Galletti Stoppa, pedagogista e educatrice italiana (n. 1850)
- 1939 - Tom Ricketts, attore, regista e sceneggiatore britannico (n. 1853)
- 1939 - Jacob Weiseborn, ufficiale tedesco (n. 1892)
- 1940 - Francis Elliot, diplomatico inglese (n. 1851)
- 1940 - Albin Lermusiaux, mezzofondista, maratoneta e tiratore a segno francese (n. 1874)
- 1940 - Gustavo Nicastro, ammiraglio e politico italiano (n. 1869)
- 1941 - John Bissinger, ginnasta e multiplista statunitense (n. 1879)
- 1941 - Margaret Owen, nobildonna inglese (n. 1866)
- 1943 - Alessandro Anselmi, militare italiano (n. 1913)
- 1943 - Danilo Astrua, militare italiano (n. 1913)
- 1943 - Giuseppe Avenanti, militare e funzionario italiano (n. 1898)
- 1943 - Giacomo Benvenuti, compositore italiano (n. 1885)
- 1943 - Aldo Bortolussi, militare italiano (n. 1921)
- 1943 - Alessandro Calanchi, calciatore italiano (n. 1908)
- 1943 - Francesco Cazzulini, militare italiano (n. 1920)
- 1943 - Giuseppe Di Bartolo, militare italiano (n. 1900)
- 1943 - Anselmo Durigon, militare italiano (n. 1912)
- 1943 - Riccardo Fabiani, militare italiano (n. 1905)
- 1943 - Francesco Ferrero, militare italiano (n. 1917)
- 1943 - Else Jerusalem, scrittrice austriaca (n. 1876)
- 1943 - Winford Lee Lewis, chimico e militare statunitense (n. 1878)
- 1943 - Olivo Maronese, militare italiano (n. 1916)
- 1943 - Akira Matsunaga, calciatore giapponese (n. 1914)
- 1943 - Attila Petschauer, schermidore ungherese (n. 1904)
- 1943 - Sergio Sammartino, militare italiano (n. 1915)
- 1943 - Silvio Sibona, militare italiano (n. 1911)
- 1943 - Giulio Siragusa, militare italiano (n. 1916)
- 1943 - Giuseppe Vicentini, politico e banchiere italiano (n. 1877)
- 1943 - Giovanni Vincenti, militare italiano (n. 1908)
- 1943 - Libero Vinco, militare italiano (n. 1912)
- 1943 - Max Wladimir von Beck, politico austriaco (n. 1854)
- 1944 - Enrica Calabresi, zoologa italiana (n. 1891)
- 1944 - James McKeen Cattell, psicologo e editore statunitense (n. 1860)
- 1944 - Germinal Cimarelli, operaio, antifascista e partigiano italiano (n. 1911)
- 1944 - Guglielmo Imperiali di Francavilla, diplomatico e politico italiano (n. 1858)
- 1945 - Armando Borgioli, baritono italiano (n. 1898)
- 1945 - Mario Grisendi, partigiano italiano (n. 1919)
- 1945 - Jane Horney, agente segreto svedese (n. 1918)
- 1945 - Richard Malik, calciatore tedesco (n. 1909)
- 1945 - Federico Pedrocchi, fumettista italiano (n. 1907)
- 1945 - Antonino Siligato, militare e partigiano italiano (n. 1920)
- 1946 - Tommaso Accurti, bibliografo e presbitero italiano (n. 1862)
- 1946 - Sidney Barton, diplomatico inglese (n. 1876)
- 1946 - Adolf Brennecke, storico e archivista tedesco (n. 1875)
- 1947 - Josh Gibson, giocatore di baseball e allenatore di baseball statunitense (n. 1911)
- 1947 - Andrew Volstead, politico statunitense (n. 1860)
- 1949 - Nora Gregor, attrice austriaca (n. 1901)
- 1949 - Arthur Moore, britannico (n. 1887)
- 1950 - Antonio Vela, canottiere spagnolo (n. 1872)
- 1951 - Anastasio Alfaro, zoologo, geologo e archeologo costaricano (n. 1865)
- 1951 - Maria Boschetti Alberti, insegnante e pedagogista svizzera (n. 1879)
- 1951 - Giuseppe Candela, avvocato e politico italiano (n. 1894)
- 1952 - Domenico Fradiacono, fantino italiano (n. 1877)
- 1954 - Pietro Casu, presbitero, scrittore e filologo italiano (n. 1878)
- 1954 - Josef Krämer, tiratore di fune, ginnasta e altista tedesco (n. 1878)
- 1954 - Gavino Matta, pugile italiano (n. 1910)
- 1954 - Enrique Nieto, architetto spagnolo (n. 1880)
- 1954 - Wilhelm Ritzenhoff, tiratore di fune, velocista e lunghista tedesco (n. 1878)
- 1955 - Robert P. T. Coffin, poeta e critico letterario statunitense (n. 1892)
- 1955 - Fabrizio Colamussi, letterato e poeta italiano (n. 1889)
- 1955 - Luis Otero, calciatore spagnolo (n. 1893)
- 1955 - Angelo Tua, generale e politico italiano (n. 1874)
- 1956 - Rodolfo Loffredo, magistrato e politico italiano (n. 1870)
- 1957 - Dean Benedetti, sassofonista e compositore statunitense (n. 1922)
- 1957 - James Connolly, triplista, lunghista e altista statunitense (n. 1868)
- 1957 - John Minton, pittore e illustratore inglese (n. 1917)
- 1957 - Il'ja Semënovič Tuktaš, poeta, scrittore e giornalista russo (n. 1907)
- 1958 - Piggy Lambert, allenatore di pallacanestro statunitense (n. 1888)
- 1959 - Cristoforo Baseggio, militare italiano (n. 1869)
- 1960 - Matt Moore, attore e regista irlandese (n. 1888)
- 1960 - Harry Svendsen, nuotatore norvegese (n. 1895)
- 1961 - Joseph A. A. Burnquist, politico e avvocato statunitense (n. 1879)
- 1961 - Svetislav Hođera, militare, aviatore e politico jugoslavo (n. 1888)
- 1962 - Rodolfo Del Minio, militare italiano (n. 1900)
- 1962 - Robinson Jeffers, poeta statunitense (n. 1887)
- 1963 - Giacomo Piola, politico italiano (n. 1890)
- 1963 - Fëdor Terent'ev, fondista sovietico (n. 1925)
- 1964 - Karl-Johan Svensson, ginnasta svedese (n. 1887)
- 1964 - Cipriano Iwene Tansi, presbitero nigeriano (n. 1903)
- 1965 - Alan Freed, disc jockey e conduttore radiofonico statunitense (n. 1921)
- 1965 - Joaquín Hernández, cestista e allenatore di pallacanestro spagnolo (n. 1933)
- 1966 - George Devine, attore e regista teatrale inglese (n. 1910)
- 1966 - Vincenzo Diamare, anatomista e patologo italiano (n. 1871)
- 1967 - Giulio Calì, attore italiano (n. 1895)
- 1967 - Giacomo Debenedetti, scrittore, saggista e critico letterario italiano (n. 1901)
- 1967 - Leopoldo Gaspari, bobbista italiano (n. 1939)
- 1967 - Johannes Isbrücker, ingegnere e esperantista olandese (n. 1889)
- 1967 - William Watson, regista e sceneggiatore canadese (n. 1896)
- 1969 - Luigi Del Bianco, scultore italiano (n. 1892)
- 1969 - Piero Pavesio, compositore, pianista e cantante italiano (n. 1909)
- 1969 - Enrique Ruano, antifascista spagnolo (n. 1947)
- 1970 - Giovanni Bertoli, politico italiano (n. 1906)
- 1971 - Gilbert M. Anderson, attore, sceneggiatore e regista statunitense (n. 1880)
- 1971 - Antonio Bacci, cardinale, arcivescovo cattolico e latinista italiano (n. 1885)
- 1971 - Jan Arnoldus Schouten, matematico olandese (n. 1883)
- 1972 - Jean Casadesus, pianista francese (n. 1927)
- 1972 - Willie MacFadyen, calciatore e allenatore di calcio scozzese (n. 1904)
- 1972 - Renato Navarrini, attore italiano (n. 1892)
- 1973 - Alberto Augusto, calciatore portoghese (n. 1898)
- 1973 - Julio Buchs, regista e sceneggiatore spagnolo (n. 1926)
- 1973 - Amílcar Cabral, politico guineense (n. 1924)
- 1973 - Antonio Torrini, arcivescovo cattolico italiano (n. 1878)
- 1974 - Edmund Blunden, scrittore, poeta e critico letterario britannico (n. 1896)
- 1974 - Letizia Bonini, attrice italiana (n. 1902)
- 1974 - Satiro Lusetti, calciatore italiano (n. 1922)
- 1974 - Karl von Oven, generale tedesco (n. 1888)
- 1974 - Paul Sidney Martin, archeologo, antropologo e storico statunitense (n. 1898)
- 1975 - Franz André, direttore d'orchestra e violinista belga (n. 1893)
- 1975 - Antonio Macrì, mafioso italiano (n. 1904)
- 1976 - Thure Andersson, lottatore svedese (n. 1907)
- 1976 - Fabrizio Lanza, politico italiano (n. 1896)
- 1976 - Aurelio Spoto, partigiano e medico italiano (n. 1900)
- 1977 - Francesco Fabbri, politico italiano (n. 1921)
- 1977 - Nicola Furlotti, militare italiano (n. 1901)
- 1977 - Dimitrios Kiousopoulos, magistrato greco (n. 1892)
- 1977 - David Shaw, calciatore e allenatore di calcio scozzese (n. 1917)
- 1977 - Giustino Valmarana, politico italiano (n. 1898)
- 1978 - Teodoro Ciresola, latinista e poeta italiano (n. 1899)
- 1978 - Fausto Dionisi, poliziotto italiano (n. 1954)
- 1978 - Agostino La Lomia, scrittore italiano (n. 1905)
- 1978 - Jimmy Wardhaugh, calciatore scozzese (n. 1929)
- 1979 - Alessio Bombaci, turcologo e arabista italiano (n. 1914)
- 1979 - Cees Leenheer, pallanuotista olandese (n. 1906)
- 1979 - Billy McCracken, allenatore di calcio e calciatore nordirlandese (n. 1883)
- 1979 - Geppino Volpe, pittore italiano (n. 1900)
- 1979 - Gustav Winckler, cantante danese (n. 1925)
- 1980 - Rudolf Bürger, calciatore e allenatore di calcio rumeno (n. 1908)
- 1981 - Hella Katz, fotografa austriaca (n. 1899)
- 1981 - Dolf van Kol, calciatore e allenatore di calcio olandese (n. 1902)
- 1981 - Vittorio Tamagnini, pugile italiano (n. 1910)
- 1982 - Jack Barker, calciatore e allenatore di calcio inglese (n. 1906)
- 1982 - Marc Demeyer, ciclista su strada belga (n. 1950)
- 1982 - Viktor Hierländer, calciatore austriaco (n. 1900)
- 1982 - Giovanni Parente, politico italiano (n. 1910)
- 1983 - Mario Agnoli, ingegnere e politico italiano (n. 1898)
- 1983 - Garrincha, calciatore brasiliano (n. 1933)
- 1983 - Felix Pipes, tennista austriaco (n. 1887)
- 1983 - Enzo Luigi Poletto, compositore e paroliere italiano (n. 1906)
- 1984 - Roger Blin, regista e attore francese (n. 1907)
- 1984 - Artur Svensson, velocista svedese (n. 1901)
- 1984 - Johnny Weissmuller, nuotatore, pallanuotista e attore statunitense (n. 1904)
- 1985 - Gillis William Long, politico statunitense (n. 1923)
- 1985 - Quinto Miotti, calciatore italiano (n. 1901)
- 1986 - Obrad Belošević, arbitro di pallacanestro jugoslavo (n. 1928)
- 1986 - Philippe Bono, ciclista su strada francese (n. 1909)
- 1986 - Cesarina Gheraldi, attrice italiana (n. 1915)
- 1986 - Franz Kemser, bobbista tedesco (n. 1910)
- 1986 - Grace Evelyn Pickford, biologa britannica (n. 1902)
- 1986 - Tove Tellback, attrice norvegese (n. 1899)
- 1987 - Mukai Kuma, pittore giapponese (n. 1908)
- 1988 - Giovanni Balella, imprenditore italiano (n. 1893)
- 1988 - Annibale Brivio Sforza, XII marchese di Santa Maria in Prato, nobile, diplomatico e numismatico italiano (n. 1892)
- 1988 - Paul Esser, attore tedesco (n. 1913)
- 1988 - Abdul Ghaffar Khan, politico pakistano (n. 1890)
- 1988 - Giovanna Zangrandi, scrittrice, giornalista e partigiana italiana (n. 1910)
- 1989 - Józef Cyrankiewicz, politico polacco (n. 1911)
- 1989 - Beatrice Lillie, attrice canadese (n. 1894)
- 1989 - Vincenzo Rossello, ciclista su strada italiano (n. 1923)
- 1990 - Antonio Bortoletti, calciatore italiano (n. 1910)
- 1990 - Naruhiko Higashikuni, principe, militare e politico giapponese (n. 1887)
- 1990 - Barbara Stanwyck, attrice e ballerina statunitense (n. 1907)
- 1990 - Jean Wolff, missionario e arcivescovo cattolico francese (n. 1905)
- 1991 - Irv Brenner, cestista statunitense (n. 1913)
- 1991 - Louis Hardiquest, ciclista su strada e ciclocrossista belga (n. 1910)
- 1991 - Frank Pfütze, nuotatore tedesco orientale (n. 1959)
- 1991 - Louis Seigner, attore francese (n. 1903)
- 1991 - Alfred Wainwright, scrittore inglese (n. 1907)
- 1992 - Milovan Gavazzi, etnologo croato (n. 1895)
- 1992 - Tom McCarthy, hockeista su ghiaccio canadese (n. 1934)
- 1993 - Joseph Anthony, drammaturgo, attore e regista statunitense (n. 1912)
- 1993 - Françoise Dior, politica francese (n. 1932)
- 1993 - Audrey Hepburn, attrice britannica (n. 1929)
- 1993 - Nicola Palmisano, presbitero, educatore e attivista italiano (n. 1940)
- 1994 - Matt Busby, calciatore e allenatore di calcio scozzese (n. 1909)
- 1994 - Ashley Clarke, diplomatico inglese (n. 1903)
- 1994 - Ľubor Kresák, astronomo slovacco (n. 1927)
- 1994 - Jaramogi Oginga Odinga, politico keniota (n. 1911)
- 1994 - Darío Segovia, calciatore paraguaiano (n. 1932)
- 1995 - Mehdi Bazargan, politico iraniano (n. 1907)
- 1995 - Antonio Brivio, pilota automobilistico e bobbista italiano (n. 1905)
- 1995 - Piero Maggioni, pittore italiano (n. 1931)
- 1995 - Tullia Socin, pittrice italiana (n. 1907)
- 1996 - Gaetano Graci, imprenditore italiano (n. 1927)
- 1996 - Lo Wei, attore e regista cinese (n. 1918)
- 1996 - Joseph Mermans, calciatore belga (n. 1922)
- 1996 - Gerry Mulligan, sassofonista, compositore e arrangiatore statunitense (n. 1927)
- 1997 - Mario Albertini, politico italiano (n. 1919)
- 1997 - Edith Brown, britannica (n. 1896)
- 1997 - Albín Brunovský, pittore, grafico e illustratore slovacco (n. 1935)
- 1997 - Giorgio Jegher, maratoneta italiano (n. 1937)
- 1997 - Hiram Keller, attore e modello statunitense (n. 1944)
- 1997 - Tamara Makarova, attrice sovietica (n. 1907)
- 1997 - Ashious Melu, calciatore e allenatore di calcio zambiano (n. 1957)
- 1998 - Bobo Brazil, wrestler statunitense (n. 1924)
- 1998 - Mario Tozi, calciatore italiano (n. 1920)
- 1999 - Gabriella Bemporad, saggista e traduttrice italiana (n. 1904)
- 2000 - Don Abney, pianista statunitense (n. 1923)

## XXI secolo(130)
- 2001 - Rønnaug Alten, attrice norvegese (n. 1910)
- 2001 - Eddie Donovan, allenatore di pallacanestro e dirigente sportivo statunitense (n. 1922)
- 2001 - Herb Scheffler, cestista e allenatore di pallacanestro statunitense (n. 1917)
- 2002 - Jean-Toussaint Desanti, filosofo francese (n. 1914)
- 2002 - Carrie Hamilton, attrice statunitense (n. 1963)
- 2002 - Solomon Markovič Hromčenko, tenore russo (n. 1907)
- 2002 - John Jackson, musicista statunitense (n. 1924)
- 2003 - David Battley, attore e comico britannico (n. 1935)
- 2003 - Al Hirschfeld, artista statunitense (n. 1903)
- 2003 - Gusztáv Juhász, calciatore rumeno (n. 1911)
- 2003 - Craig Kelly, snowboarder statunitense (n. 1966)
- 2003 - Dan King, cestista e allenatore di pallacanestro statunitense (n. 1931)
- 2003 - Skarphéðinn Guðmundsson, saltatore con gli sci islandese (n. 1930)
- 2003 - Nedra Volz, attrice statunitense (n. 1908)
- 2004 - Alan Brown, pilota automobilistico britannico (n. 1919)
- 2004 - Massimo Gorla, politico italiano (n. 1933)
- 2004 - Gerdago, costumista austriaca (n. 1906)
- 2004 - Olivier Guichard, politico francese (n. 1920)
- 2004 - Paolo Rosi, pugile italiano (n. 1928)
- 2005 - Parveen Babi, attrice indiana (n. 1954)
- 2005 - Nicola Badaloni, politico e filosofo italiano (n. 1924)
- 2005 - Per Borten, politico norvegese (n. 1913)
- 2005 - Gianni Giadresco, partigiano, politico e scrittore italiano (n. 1927)
- 2005 - Christel Justen, nuotatrice tedesca occidentale (n. 1957)
- 2005 - Jan Nowak-Jeziorański, giornalista e patriota polacco (n. 1914)
- 2006 - Giovanni Barberis, calciatore italiano (n. 1915)
- 2006 - Pietro Catelli, imprenditore italiano (n. 1920)
- 2006 - Dave Lepard, cantante e chitarrista svedese (n. 1980)
- 2006 - Antonio Santucci, filosofo italiano (n. 1926)
- 2007 - Paolo Ettorre, pubblicitario italiano (n. 1946)
- 2007 - Riccardo Faini, economista e giornalista italiano (n. 1951)
- 2007 - Murat Ismailovič Nasyrov, cantante russo (n. 1969)
- 2007 - Richard Albert Vollenweider, ecologo svizzero (n. 1922)
- 2008 - Gian Carozzi, pittore italiano (n. 1920)
- 2008 - Mario Gomez d'Ayala, politico e avvocato italiano (n. 1917)
- 2008 - Edy Gratton, calciatore e allenatore di calcio italiano (n. 1924)
- 2008 - Duilio Loi, pugile italiano (n. 1929)
- 2009 - Johnny Dixon, calciatore inglese (n. 1923)
- 2009 - Stefano II Ghattas, cardinale e patriarca cattolico egiziano (n. 1920)
- 2009 - Dante Lavelli, giocatore di football americano statunitense (n. 1923)
- 2009 - David "Fathead" Newman, sassofonista statunitense (n. 1933)
- 2009 - Zvonko Petričević, cestista jugoslavo (n. 1940)
- 2010 - Giuseppe Consoli Guardo, archeologo, restauratore e museologo italiano (n. 1919)
- 2010 - Abraham Sutzkever, scrittore e poeta israeliano (n. 1913)
- 2010 - Ricardo Trigilli, allenatore di calcio e calciatore argentino (n. 1934)
- 2011 - Aldo Ciorba, tecnico del suono italiano (n. 1933)
- 2011 - Eduardo Davino, vescovo cattolico italiano (n. 1929)
- 2011 - Bruce Gordon, attore statunitense (n. 1916)
- 2011 - Vladimír Kompánek, scultore e pittore slovacco (n. 1927)
- 2011 - Reynolds Price, scrittore e poeta statunitense (n. 1933)
- 2011 - Sexy Cora, attrice pornografica tedesca (n. 1987)
- 2011 - Gus Zernial, giocatore di baseball statunitense (n. 1923)
- 2012 - Etta James, cantante statunitense (n. 1938)
- 2012 - Giorgio Michelini, calciatore italiano (n. 1917)
- 2012 - Jiří Raška, saltatore con gli sci cecoslovacco (n. 1941)
- 2012 - Robert Fortune Sanchez, arcivescovo cattolico statunitense (n. 1934)
- 2013 - Giuseppino Càmpana, criminale italiano (n. 1935)
- 2013 - Pietro Scibilia, imprenditore e dirigente sportivo italiano (n. 1929)
- 2013 - Yu Shizhi, attore cinese (n. 1927)
- 2014 - Claudio Abbado, direttore d'orchestra italiano (n. 1933)
- 2014 - Wistin Abela, politico maltese (n. 1933)
- 2014 - Tom Bender, cestista statunitense (n. 1944)
- 2014 - Andrea Chelli, fantino italiano (n. 1973)
- 2014 - Ubaldo Continiello, compositore italiano (n. 1941)
- 2014 - James Jacks, produttore cinematografico statunitense (n. 1947)
- 2014 - Thomas F. Mayer, storico statunitense (n. 1951)
- 2014 - Otis Pike, politico statunitense (n. 1921)
- 2015 - Edgar Froese, musicista tedesco (n. 1944)
- 2015 - Néstor Jorge Cabrera, pilota motociclistico spagnolo (n. 1975)
- 2015 - Horst Kohle, calciatore tedesco orientale (n. 1935)
- 2015 - Wilfride Piollet, ballerina e coreografa francese (n. 1943)
- 2015 - Rosanna Ruffini, cantante e attrice italiana (n. 1944)
- 2015 - Hitoshi Saitō, judoka e allenatore di judo giapponese (n. 1961)
- 2015 - Giorgio Zaccarelli, politico italiano (n. 1931)
- 2016 - Edmonde Charles-Roux, scrittrice e giornalista francese (n. 1920)
- 2016 - George Weidenfeld, filantropo, editore e giornalista austriaco (n. 1919)
- 2017 - Bruno Amoroso, economista e saggista italiano (n. 1936)
- 2017 - Carlos Alberto Silva, allenatore di calcio brasiliano (n. 1939)
- 2017 - Ger van Mourik, calciatore e allenatore di calcio olandese (n. 1931)
- 2017 - Sergio Reolon, politico italiano (n. 1951)
- 2017 - Peter Stiegnitz, sociologo ungherese (n. 1936)
- 2018 - Henriette Bichonnier, scrittrice, giornalista e fumettista francese (n. 1943)
- 2018 - Paul Bocuse, cuoco e gastronomo francese (n. 1926)
- 2018 - John Coleman, giornalista e meteorologo statunitense (n. 1934)
- 2018 - Antonius Jan Glazemaker, arcivescovo vetero-cattolico olandese (n. 1931)
- 2018 - Sylvester Carmel Magro, vescovo cattolico maltese (n. 1941)
- 2019 - Rosemarie Bowe, attrice statunitense (n. 1932)
- 2019 - Gianfranco Chessa, politico italiano (n. 1940)
- 2019 - Klaus Enders, pilota motociclistico tedesco (n. 1937)
- 2019 - Evloghios Hessler, vescovo ortodosso tedesco (n. 1935)
- 2019 - Joseph McDivitt, ufficiale statunitense (n. 1917)
- 2019 - Masazō Nonaka, supercentenario giapponese (n. 1905)
- 2019 - Jimmy Rayl, cestista statunitense (n. 1941)
- 2020 - Egidio Palmiri, circense italiano (n. 1923)
- 2021 - Jaume Bassó, cestista spagnolo (n. 1929)
- 2021 - Claude Bremond, saggista e semiologo francese (n. 1929)
- 2021 - Mira Furlan, attrice e cantante croata (n. 1955)
- 2021 - John Jeffers, calciatore inglese (n. 1968)
- 2021 - John Baptist Kaggwa, vescovo cattolico ugandese (n. 1943)
- 2021 - Sibusiso Moyo, politico e generale zimbabwese (n. 1960)
- 2021 - Storrs Olson, biologo e ornitologo statunitense (n. 1944)
- 2021 - Harthorne Wingo, cestista statunitense (n. 1947)
- 2022 - Meat Loaf, cantante e attore statunitense (n. 1947)
- 2022 - Heidi Biebl, sciatrice alpina tedesca (n. 1941)
- 2022 - Gernot Böhme, filosofo tedesco (n. 1937)
- 2022 - Cesare De Agostini, giornalista e scrittore italiano (n. 1941)
- 2022 - Giuseppe Flachi, mafioso italiano (n. 1951)
- 2022 - Eduardo Flores, calciatore e allenatore di calcio argentino (n. 1944)
- 2022 - Benjamin Kogo, siepista keniota (n. 1944)
- 2022 - Sergio Lepri, giornalista e saggista italiano (n. 1919)
- 2022 - Camillo Milli, attore italiano (n. 1929)
- 2022 - René Robert, fotografo svizzero (n. 1936)
- 2022 - Elza Soares, cantante brasiliana (n. 1930)
- 2023 - Xavier Albó, gesuita, antropologo e funzionario spagnolo (n. 1934)
- 2023 - Timothy Barlow, attore britannico (n. 1936)
- 2023 - Jerry Blavat, disc jockey statunitense (n. 1940)
- 2024 - Choe Thae-bok, politico nordcoreano (n. 1930)
- 2024 - Piedad Córdoba, politica e avvocata colombiana (n. 1955)
- 2024 - Anne Edwards, scrittrice statunitense (n. 1927)
- 2024 - David Emge, attore statunitense (n. 1946)
- 2024 - Norman Jewison, regista e produttore cinematografico canadese (n. 1926)
- 2024 - Pietro Omodeo, biologo e saggista italiano (n. 1919)
- 2024 - Nathaniel Fiennes, XXI barone Saye e Sele, nobile e politico inglese (n. 1920)
- 2025 - Bertrand Blier, regista e sceneggiatore francese (n. 1939)
- 2025 - Franco Giustinelli, politico, insegnante e saggista italiano (n. 1940)
- 2025 - Willard Ikola, hockeista su ghiaccio statunitense (n. 1932)
- 2025 - Tom McVie, hockeista su ghiaccio, allenatore di hockey su ghiaccio e dirigente sportivo canadese (n. 1935)
- 2025 - Fred Newhouse, velocista statunitense (n. 1948)
- 2025 - Romano Rizzato, pittore e illustratore italiano (n. 1936)
- 2025 - Reinhard Todt, politico austriaco (n. 1949)